# Tứ Đại Hoa Đán
Tứ Đại Hoa Đán là bốn nữ diễn viên được xem là nổi tiếng nhất của Trung Quốc đại lục từ năm 2002 bao gồm Từ Tĩnh Lôi, Châu Tấn, Triệu Vy và Chương Tử Di. Năm 2004, tờ Nam Đô thêm vào hai nữ diễn viên nổi tiếng Phạm Băng Băng và Lý Băng Băng nên mới có tên gọi "Tứ Đán Song Băng". Sau đó, vì sự tăng lên của tuổi tác mà sáu nữ diễn viên này được gọi là "Tứ Đại Hoa Đán Song Băng". Đến năm 2008 bổ sung thêm hai vị đại hoa khác là Thư Kỳ và Thang Duy tạo thành "Tứ Đán Song Băng Kỳ Duy".

## Lịch sử
Ngay từ năm 2000, truyền thông đã bắt đầu có những ý tưởng cho danh xưng "Tứ Đại Hoa Đán" để dành cho những nữ diễn viên có thành tích xuất sắc nhất trong lĩnh vực điện ảnh và truyền hình, đặc biệt điện ảnh là tiêu chí tiên phong quan trọng nhất . Cuối năm 2000 đến đầu năm 2001, tờ báo Nam Phương Đô thị đã đưa ra một bản báo cáo về "Bốn nữ diễn viên mới xuất sắc nhất thế hệ này" bao gồm Từ Tĩnh Lôi, Châu Tấn, Triệu Vy và Chương Tử Di . Năm 2002, Nam Phương Đô thị chính thức đưa 4 nữ diễn viên này vào danh sách "Tứ Tiểu Hoa Đán" .
| Tên          | Tuổi                        | Phim nổi bật |
| ------------ | --------------------------- | --- |
| Chương Tử Di | 09 tháng 02, 1979 (43 tuổi) | Đường về nhà (1999), Ngọa hổ tàng long (2000), Anh hùng (2002), 2046 (2004), Thập diện mai phục (2004), Dạ Yến (2006), Mai Lan Phương (2008), Nhất đại tông sư (2013)       |
| Triệu Vy     | 12 tháng 03, 1976 (45 tuổi) | Hoàn Châu Cách Cách (1998), Tân dòng sông ly biệt (2001), Đội bóng thiếu lâm (2001), Đại chiến Xích Bích (2008), Hoa Mộc Lan (2009), Con thân yêu (2014)                    |
| Châu Tấn     | 18 tháng 10, 1974 (47 tuổi) | Xe đạp Bắc Kinh (2001), Anh hùng xạ điêu (2003), Nếu như yêu (2006), Suy đoán của Lý Mễ (2008), Long môn phi giáp (2011), Cao lương đỏ (2014), Hậu cung Như Ý truyện (2018) |
| Từ Tĩnh Lôi  | 16 tháng 04, 1974 (47 tuổi) | Lá thư từ người đàn bà lạ mặt (2004), Đầu danh trạng (2007), Nhật ký Đỗ La La (2010)                                                                                        |

Bắt đầu từ năm 2006, vì độ tuổi của 4 ngôi sao này tăng lên nên đã chuyển gọi từ "Tứ Tiểu Hoa Đán" sang thành "Tứ Đại Hoa Đán". Họ cũng được coi như là chuẩn mực cho diễn viên thời nay và được coi là những ngôi sao xuất sắc nhất của Trung Quốc Đại Lục đương đại. Hiện Trung Quốc có tổng cộng tám vị đại hoa là Chương Tử Di, Châu Tấn, Triệu Vy, Từ Tĩnh Lôi, Lý Băng Băng, Phạm Băng Băng, Thư Kỳ, Thang Duy (sáu vị đầu thường được gọi chung là Tứ Đại Song Băng).
| Tên            | Tuổi                        | Phim nổi bật |
| -------------- | --------------------------- | --- |
| Lý Băng Băng   | 27 tháng 02, 1973 (48 tuổi) | Thiên hạ vô tặc (2004), Huy nương Uyển Tâm (2005), Vân thủy dao (2006), Địch Nhân Kiệt: Thông thiên đế quốc (2010)                            |
| Phạm Băng Băng | 16 tháng 09, 1981 (40 tuổi) | Lạc lối ở Bắc Kinh (2007), Thập nguyệt vi thành (2009), Quan Âm Sơn (2010), Võ Mị Nương truyền kỳ (2014), Tôi không phải Phan Kim Liên (2016) |
| Thư Kỳ         | 16 tháng 04, 1976 (45 tuổi) | Thiên hi mạn ba (2001), Thời khắc đẹp nhất (2004), Phi thành vật nhiễu (2008), Tây du ký: Mối tình ngoại truyện (2013), Nhiếp Ẩn Nương (2015) |
| Thang Duy      | 07 tháng 10, 1979 (42 tuổi) | Sắc, Giới (2007), Võ hiệp (2011), Thời đại hoàng kim (2014), Đêm tối cuối cùng ở địa cầu (2018), Quyết tâm chia tay (2022)                    |

## Đại Hoa Đán

### Thành tích

#### Từ Tịnh Lôi
| Năm  | Giải thưởng                                            | Hạng mục                                  | Phim                                |
| ---- | ------------------------------------------------------ | ----------------------------------------- | ----------------------------------- |
| 1999 | Giải Kim Phượng Hoàng lần thứ 3                        | Nữ diễn viên trong phim điện ảnh          | Súp gia vị tình yêu                 |
| 2003 | Giải Hoa Biểu lần thứ 9                                | Nữ diễn viên mới xuất sắc nhất            | Anh yêu em                          |
| 2003 | Giải Bách Hoa lần thứ 26                               | Nữ diễn viên chính xuất sắc nhất          | Khai vãng xuân thiên đích địa thiết |
| 2003 | Giải Kim Kê lần thứ 23                                 | Nữ diễn viên phụ xuất sắc nhất            | Ngã đích mĩ lệ hương sầu            |
| 2003 | Giải Kim Kê lần thứ 23                                 | Đạo diễn mới xuất sắc nhất                | Cha và tôi                          |
| 2004 | Giải thưởng Điện ảnh Truyền thông Trung Quốc lần thứ 4 | Đạo diễn trẻ xuất sắc nhất                | Cha và tôi                          |
| 2004 | LHP Quốc tế San Sebastián lần thứ 52                   | Giải Vỏ sò bạc cho Đạo diễn xuất sắc nhất | Lá thư từ người đàn bà lạ mặt       |
| 2011 | Giải thưởng của Hiệp hội Đạo diễn Trung Quốc lần 10    | Đạo diễn trẻ xuất sắc nhất                | Nhật ký Đỗ La La                    |

#### Châu Tấn
| Năm  | Giải thưởng                                                   | Hạng mục                                            | Phim                  |
| ---- | ------------------------------------------------------------- | --------------------------------------------------- | --------------------- |
| 2000 | LHP Quốc tế Paris lần thứ 15                                  | Nữ diễn viên chính xuất sắc nhất                    | Sông Tô Châu          |
| 2000 | Giải thưởng Truyền hình Kim Ưng lần thứ 18                    | Nữ diễn viên phụ xuất sắc nhất                      | Đại Minh Cung Từ      |
| 2002 | Giải Bách Hoa lần thứ 25                                      | Nữ diễn viên chính xuất sắc nhất                    | Yên vũ hồng nhan      |
| 2002 | Giải thưởng Hiệp hội Đạo diễn Trung Quốc lần thứ 1            | Nữ diễn viên chính xuất sắc nhất                    | Bảo bối khi yêu       |
| 2005 | Giải thưởng Thường niên Weibo                                 | Nữ diễn viên của năm                                | Nếu như yêu           |
| 2006 | Giải thưởng của Hiệp hội phê bình phim Hồng Kông lần thứ 12   | Nữ diễn viên chính xuất sắc nhất                    | Nếu như yêu           |
| 2006 | Giải thưởng Điện ảnh Hồng Kông Kim Tượng lần thứ 25           | Nữ diễn viên chính xuất sắc nhất                    | Nếu như yêu           |
| 2006 | Giải thưởng Hồng Kông Kim Tử Kinh lần thứ 11                  | Nữ diễn viên chính xuất sắc nhất                    | Nếu như yêu           |
| 2006 | Giải Kim Mã lần thứ 43                                        | Nữ diễn viên chính xuất sắc nhất                    | Nếu như yêu           |
| 2006 | Giải thưởng của Hiệp hội phê bình phim Châu Á                 | Nữ diễn viên chính xuất sắc nhất                    | Nếu như yêu           |
| 2007 | Giải thưởng Điện ảnh Hồng Kông Kim Tượng lần thứ 26           | Nữ diễn viên phụ xuất sắc nhất                      | Dạ yến                |
| 2007 | Giải thưởng Hồng Kông Kim Tử Kinh lần thứ 12                  | Nữ diễn viên phụ xuất sắc nhất                      | Dạ yến                |
| 2009 | Giải Kim Phượng Hoàng lần thứ 13                              | Nữ diễn viên chính trong phim điện ảnh              | Suy đoán của Lý Mễ    |
| 2009 | Giải thưởng Điện ảnh châu Á lần thứ 3                         | Nữ diễn viên chính xuất sắc nhất                    | Suy đoán của Lý Mễ    |
| 2009 | LHP Sinh viên Bắc Kinh lần thứ 16                             | Nữ diễn viên chính xuất sắc nhất                    | Suy đoán của Lý Mễ    |
| 2009 | Giải Kim Kê lần thứ 27                                        | Nữ diễn viên chính xuất sắc nhất                    | Suy đoán của Lý Mễ    |
| 2009 | Giải thưởng của Hiệp hội phê bình phim Thượng Hải lần thứ 18  | Nữ diễn viên chính xuất sắc nhất                    | Suy đoán của Lý Mễ    |
| 2009 | Giải thưởng Điện ảnh Truyền thông Trung Quốc lần thứ 9        | Nữ diễn viên chính xuất sắc nhất                    | Suy đoán của Lý Mễ    |
| 2011 | Giải Kim Phượng Hoàng lần thứ 15                              | Nữ diễn viên chính trong phim điện ảnh              | Phong thanh           |
| 2011 | LHP Quốc tế Abuja                                             | Nữ diễn viên chính xuất sắc nhất                    | Suy đoán của Lý Mễ    |
| 2015 | LHP Truyền hình Quốc tế Thượng Hải - Bạch Ngọc Lan lần thứ 21 | Nữ diễn viên chính xuất sắc nhất (Phim truyền hình) | Cao Lương Đỏ          |
| 2015 | Giải thưởng Truyền hình Châu Á lần thứ 20                     | Nữ diễn viên chính xuất sắc nhất (Phim truyền hình) | Cao Lương Đỏ          |
| 2015 | Giải thưởng Hoa Đỉnh lần thứ 17                               | Nữ diễn viên chính xuất sắc nhất (Phim truyền hình) | Cao Lương Đỏ          |
| 2015 | Giải Quốc Kịch Thịnh Điển lần thứ 6                           | Nữ diễn viên chính xuất sắc nhất (Phim truyền hình) | Cao Lương Đỏ          |
| 2018 | LHP Sinh viên Bắc Kinh lần thứ 25                             | Nữ diễn viên chính xuất sắc nhất                    | Bao giờ trăng sáng    |
| 2019 | Giải thưởng Sáng tạo Viện Hàn lâm Châu Á lần thứ 2            | Nữ diễn viên chính xuất sắc nhất                    | Hậu cung Như Ý Truyện |
| 2021 | LHP Truyền hình Quốc tế Thượng Hải - Bạch Ngọc Lan lần thứ 26 | Nữ diễn viên chính xuất sắc nhất (Phim Chiếu Mạng)  | Cô ấy không hoàn hảo  |

#### Triệu Vy
| Năm  | Giải thưởng                                                  | Hạng mục                               | Phim                              |
| ---- | ------------------------------------------------------------ | -------------------------------------- | --------------------------------- |
| 1999 | Giải thưởng Truyền hình Kim Ưng lần thứ 17                   | Nữ diễn viên chính xuất sắc nhất       | Hoàn Châu cách cách               |
| 2005 | LHP Quốc tế Thượng Hải lần thứ 8                             | Nữ diễn viên chính xuất sắc nhất       | Tình nhân kết                     |
| 2005 | Giải Hoa Biểu lần thứ 11                                     | Nữ diễn viên chính xuất sắc nhất       | Tình nhân kết                     |
| 2005 | Giải Kim Phượng Hoàng lần thứ 9                              | Nữ diễn viên chính trong phim điện ảnh | Ngọc Quan Âm                      |
| 2006 | LHP Trường Xuân lần thứ 8                                    | Nữ diễn viên chính xuất sắc nhất       | Tình nhân kết                     |
| 2007 | Giải Hoa Đỉnh lần thứ 9                                      | Nữ diễn viên chính xuất sắc nhất       | Đêm Thượng Hải                    |
| 2007 | Giải thưởng của Hiệp hội phê bình phim Châu Á                | Nữ diễn viên phụ xuất sắc nhất         | Cuộc sống hậu hiện tại của dì tôi |
| 2010 | LHP Trường Xuân lần thứ 10                                   | Nữ diễn viên chính xuất sắc nhất       | Hoa Mộc Lan                       |
| 2010 | Giải Bách Hoa lần thứ 30                                     | Nữ diễn viên chính xuất sắc nhất       | Hoa Mộc Lan                       |
| 2010 | Giải thưởng của Hiệp hội phê bình phim Thượng Hải lần thứ 19 | Nữ diễn viên chính xuất sắc nhất       | Hoa Mộc Lan                       |
| 2013 | Giải Kim Kê lần thứ 29                                       | Đạo diễn mới xuất sắc nhất             | Anh có thích nước Mỹ không?       |
| 2013 | Giải thưởng của Hiệp hội phê bình phim Thượng Hải lần thứ 22 | Đạo diễn mới xuất sắc nhất             | Anh có thích nước Mỹ không?       |
| 2014 | Giải Bách Hoa lần thứ 32                                     | Đạo diễn xuất sắc nhất                 | Anh có thích nước Mỹ không?       |
| 2014 | Giải thưởng của Hiệp hội phê bình phim Châu Á                | Đạo diễn mới xuất sắc nhất             | Anh có thích nước Mỹ không?       |
| 2015 | Giải thưởng của Hiệp hội phê bình phim Hồng Kông lần thứ 21  | Nữ diễn viên chính xuất sắc nhất       | Con thân yêu                      |
| 2015 | Giải Hoa Đỉnh lần thứ 17                                     | Nữ diễn viên chính xuất sắc nhất       | Con thân yêu                      |
| 2015 | Giải thưởng Điện ảnh Hồng Kông Kim Tượng lần thứ 34          | Nữ diễn viên chính xuất sắc nhất       | Con thân yêu                      |
| 2015 | LHP Sinh viên Bắc Kinh lần thứ 22                            | Nữ diễn viên chính xuất sắc nhất       | Con thân yêu                      |
| 2015 | Giải thưởng Điện ảnh Truyền thông Trung Quốc lần thứ 15      | Nữ diễn viên chính xuất sắc nhất       | Con thân yêu                      |

#### Chương Tử Di
| Năm  | Giải thưởng                                             | Hạng mục                         | Phim               |
| ---- | ------------------------------------------------------- | -------------------------------- | ------------------ |
| 2000 | Giải Bách Hoa lần thứ 23                                | Nữ diễn viên chính xuất sắc nhất | Đường về nhà       |
| 2000 | Giải thưởng Hiệp hội phê bình phim Châu Á               | Nữ diễn viên mới xuất sắc nhất   | Đường về nhà       |
| 2001 | Giải thưởng Hiệp hội phê bình phim Chicago              | Nữ diễn viên triển vọng nhất     | Ngọa hổ tàng long  |
| 2001 | Giải Tinh thần Độc lập Mỹ lần thứ 16                    | Nữ diễn viên phụ xuất sắc nhất   | Ngọa hổ tàng long  |
| 2001 | Giải thưởng Hiệp hội phê bình phim Châu Á               | Nữ diễn viên phụ xuất sắc nhất   | Ngọa hổ tàng long  |
| 2001 | Giải thưởng Hồng Kông Kim Tử Kinh lần thứ 6             | Nữ diễn viên phụ xuất sắc nhất   | Ngọa hổ tàng long  |
| 2001 | Giải thưởng của Hiệp hội phê bình phim Toronto          | Nữ diễn viên phụ xuất sắc nhất   | Ngọa hổ tàng long  |
| 2004 | Giải thưởng Điện ảnh Truyền thông Trung Quốc lần thứ 4  | Nữ diễn viên chính xuất sắc nhất | Tử hồ điệp         |
| 2004 | Giải Kim Kê lần thứ 24                                  | Nữ diễn viên chính xuất sắc nhất | Hoa nhài nở        |
| 2005 | Giải thưởng Hiệp hội phê bình phim Hồng Kông lần thứ 11 | Nữ diễn viên chính xuất sắc nhất | 2046               |
| 2005 | Giải thưởng Hiệp hội phê bình phim Châu Á               | Nữ diễn viên chính xuất sắc nhất | 2046               |
| 2005 | Giải thưởng Điện ảnh Hồng Kông Kim Tượng lần thứ 24     | Nữ diễn viên chính xuất sắc nhất | 2046               |
| 2005 | Giải Hoa Biểu lần thứ 11                                | Nữ diễn viên chính xuất sắc nhất | Thập diện mai phục |
| 2009 | Giải Hoa Biểu lần thứ 13                                | Nữ diễn viên chính xuất sắc nhất | Mai Lan Phương     |
| 2009 | Giải thưởng Hiệp hội phê bình phim Châu Á               | Nữ diễn viên chính xuất sắc nhất | Mai Lan Phương     |
| 2013 | Giải Kim Mã lần thứ 50                                  | Nữ diễn viên chính xuất sắc nhất | Nhất đại tông sư   |
| 2013 | Giải thưởng Điện ảnh châu Á - Thái Bình Dương lần thứ 7 | Nữ diễn viên chính xuất sắc nhất | Nhất đại tông sư   |
| 2013 | LHP Châu Á - Thái Bình Dương lần thứ 56                 | Nữ diễn viên chính xuất sắc nhất | Nhất đại tông sư   |
| 2013 | Giải Hoa Biểu lần thứ 15                                | Nữ diễn viên chính xuất sắc nhất | Nhất đại tông sư   |
| 2014 | Giải thưởng Hiệp hội phê bình phim Hồng Kông lần thứ 20 | Nữ diễn viên chính xuất sắc nhất | Nhất đại tông sư   |
| 2014 | Giải thưởng Điện ảnh Châu Á lần thứ 8                   | Nữ diễn viên chính xuất sắc nhất | Nhất đại tông sư   |
| 2014 | Giải thưởng Điện ảnh Hồng Kông Kim Tượng lần thứ 33     | Nữ diễn viên chính xuất sắc nhất | Nhất đại tông sư   |
| 2014 | LHP Quốc tế Bắc Kinh lần thứ 4                          | Nữ diễn viên chính xuất sắc nhất | Nhất đại tông sư   |
| 2014 | Giải thưởng Hiệp hội phê bình phim Châu Á               | Nữ diễn viên chính xuất sắc nhất | Nhất đại tông sư   |
| 2014 | Giải Bách Hoa lần thứ 32                                | Nữ diễn viên chính xuất sắc nhất | Nhất đại tông sư   |
| 2014 | Giải thưởng Điện ảnh Truyền thông Trung Quốc lần thứ 14 | Nữ diễn viên chính xuất sắc nhất | Nhất đại tông sư   |
| 2014 | Giải thưởng Hiệp hội Đạo diễn Hồng Kông lần thứ 6       | Nữ diễn viên chính xuất sắc nhất | Nhất đại tông sư   |
| 2014 | Giải Hoa Đỉnh lần thứ 16                                | Nữ diễn viên chính xuất sắc nhất | Nhất đại tông sư   |
| 2016 | LHP Điện ảnh Quốc tế Macao                              | Nữ diễn viên chính xuất sắc nhất | Quá khứ Hoàng kim  |
| 2017 | LHP Trường Xuân lần thứ 14                              | Nữ diễn viên chính xuất sắc nhất | Vô vấn Tây Đông    |
| 2017 | LHP Điện ảnh Quốc tế Macao                              | Nữ diễn viên chính xuất sắc nhất | Vô vấn Tây Đông    |

#### Lý Băng Băng
| Năm  | Giải thưởng                      | Danh mục                               | Phim                                |
| 2000 | LHP Quốc tế Singapore lần thứ 13 | Nữ diễn viên chính xuất sắc nhất       | Tết đến về nhà                      |
| 2007 | Giải Hoa Biểu lần thứ 12         | Nữ diễn viên chính xuất sắc nhất       | Vân thủy dao                        |
| 2007 | Giải Kim Phượng Hoàng lần thứ 11 | Nữ diễn viên chính trong phim điện ảnh | Vân thủy dao                        |
| 2008 | Giải Bách Hoa lần thứ 17         | Nữ diễn viên chính xuất sắc nhất       | Vân thủy dao                        |
| 2009 | Giải Kim Mã lần thứ 46           | Nữ diễn viên chính xuất sắc nhất       | Phong thanh                         |
| 2010 | Giải thưởng Thường niên Weibo    | Nữ diễn viên của năm                   | Địch Nhân Kiệt: Thông thiên đế quốc |

#### Phạm Băng Băng
| Năm  | Giải thưởng                                         | Danh mục                         | Phim                         |
| 2004 | Giải Bách Hoa lần thứ 27                            | Nữ diễn viên chính xuất sắc nhất | Điện thoại di động           |
| 2007 | LHP Quốc tế Á - Âu lần thứ 4                        | Nữ diễn viên chính xuất sắc nhất | Lạc lối ở Bắc Kinh           |
| 2007 | Giải Kim Mã lần thứ 44                              | Nữ diễn viên phụ xuất sắc nhất   | Trong lòng có quỷ            |
| 2010 | LHP Quốc tế Tokyo lần thứ 23                        | Nữ diễn viên chính xuất sắc nhất | Quan Âm Sơn                  |
| 2010 | Giải thưởng Thường niên Weibo                       | Nữ diễn viên của năm             | Quan Âm Sơn                  |
| 2011 | LHP Sinh viên Bắc Kinh lần thứ 18                   | Nữ diễn viên chính xuất sắc nhất | Quan Âm Sơn                  |
| 2012 | Giải Hoa Đỉnh lần thứ 9                             | Nữ diễn viên chính xuất sắc nhất | Nhị Thứ Bộc Quang            |
| 2015 | Giải Quốc Kịch Thịnh Điển lần thứ 6                 | Nữ diễn viên chính xuất sắc nhất | Võ Mị Nương Truyền Kỳ        |
| 2016 | LHP Quốc tế San Sebastián lần thứ 64                | Nữ diễn viên chính xuất sắc nhất | Tôi không phải Phan Kim Liên |
| 2017 | Giải Kim Kê lần thứ 31                              | Nữ diễn viên chính xuất sắc nhất | Tôi không phải Phan Kim Liên |
| 2017 | Giải thưởng Hiệp hội Đạo diễn Trung Quốc lần thứ 16 | Nữ diễn viên chính xuất sắc nhất | Tôi không phải Phan Kim Liên |
| 2017 | Giải thưởng Điện ảnh Châu Á lần thứ 11              | Nữ diễn viên chính xuất sắc nhất | Tôi không phải Phan Kim Liên |
| 2017 | Giải thưởng Hiệp hội phê bình phim Châu Á           | Nữ diễn viên chính xuất sắc nhất | Tôi không phải Phan Kim Liên |

#### Thư Kỳ
| Năm  | Giải thưởng                                              | Hạng mục                         | Phim                       |
| 1997 | Giải thưởng Hồng Kông Kim Tử Kinh lần thứ 2              | Nữ diễn viên phụ xuất sắc nhất   | Sắc tình nam nữ            |
| 1997 | Giải thưởng Điện ảnh Hồng Kông Kim Tượng lần thứ 16      | Nữ diễn viên phụ xuất sắc nhất   | Sắc tình nam nữ            |
| 1997 | Nữ diễn viên mới xuất sắc nhất                           |                                  | Sắc tình nam nữ            |
| 1998 | Giải Kim Mã lần thứ 35                                   | Nữ diễn viên phụ xuất sắc nhất   | Tình yêu vượt thời gian    |
| 1999 | Giải thưởng Điện ảnh Hồng Kông Kim Tượng lần thứ 18      | Nữ diễn viên phụ xuất sắc nhất   | Hồng Hưng Thập Tam Muội    |
| 1999 | Giải thưởng Hồng Kông Kim Tử Kinh lần thứ 4              | Nữ diễn viên phụ xuất sắc nhất   | Hồng Hưng Thập Tam Muội    |
| 2004 | Giải thưởng Hiệp hội phê bình phim Thượng Hải lần thứ 13 | Nữ diễn viên chính xuất sắc nhất | Cỏ mỹ nhân                 |
| 2005 | Giải Kim Mã lần thứ 42                                   | Nữ diễn viên chính xuất sắc nhất | Thời khắc đẹp nhất         |
| 2009 | Giải Hoa Biểu lần thứ 13                                 | Nữ diễn viên chính xuất sắc nhất | Phi thành vật nhiễu        |
| 2015 | Giải thưởng Điện ảnh Châu Á lần thứ 9                    | Nữ diễn viên chính xuất sắc nhất | Thích khách Nhiếp Ẩn Nương |

#### Thang Duy
| Năm  | Giải thưởng                                                | Danh mục                             | Phim                    |
| 2006 | Giải thưởng truyền hình Kênh CCTV                          | Nữ diễn viên phim truyền hình số mới | Nữ cảnh sát Yên Tử      |
| 2007 | Giải Kim Mã lần thứ 44                                     | Nữ diễn viên mới xuất sắc nhất       | Sắc, Giới               |
| 2007 | Giải thưởng Điện ảnh Truyền thông Trung Quốc lần thứ 8     | Nữ diễn viên mới xuất sắc nhất       | Sắc, Giới               |
| 2007 | Giải thưởng của Tạp chí Los Angeles Times                  | Nữ diễn viên chính xuất sắc nhất     | Sắc, Giới               |
| 2007 | LHP Cannes lần thứ 61                                      | Diễn viên triển vọng nhất            | Sắc, Giới               |
| 2011 | Giải thưởng Nghệ thuật Beaksang Hàn Quốc lần thứ 47        | Nữ diễn viên chính xuất sắc nhất     | Thu muộn                |
| 2011 | Giải thưởng của Hiệp hội phê bình phim Busan lần thứ 12    | Nữ diễn viên chính xuất sắc nhất     | Thu muộn                |
| 2011 | Giải thưởng của Tạp chí Điện ảnh Cine21                    | Nữ diễn viên chính xuất sắc nhất     | Thu muộn                |
| 2011 | Giải thưởng của Hiệp hội phê bình phim Hàn Quốc lần thứ 31 | Nữ diễn viên chính xuất sắc nhất     | Thu muộn                |
| 2011 | Giải thưởng Điện Ảnh Truyền thông Trung Quốc lần thứ 11    | Nữ diễn viên chính xuất sắc nhất     | Nguyệt mãn Hiên Ni Thi  |
| 2014 | LHP Sinh viên Bắc Kinh lần thứ 21                          | Nữ diễn viên chính xuất sắc nhất     | Truy tìm người hoàn hảo |
| 2014 | Giải thưởng Hiệp hội phê bình phim Thượng Hải lần thứ 23   | Nữ diễn viên chính xuất sắc nhất     | Truy tìm người hoàn hảo |
| 2015 | Giải thưởng Hiệp hội Đạo diễn Hồng Kông lần thứ 7          | Nữ diễn viên chính xuất sắc nhất     | Thời đại hoàng kim      |

## Tứ Tiểu Hoa Đán
Năm 2005, các phương tiện truyền thông như báo, tạp chí và các trang web đã quyết định đặt tên "Tứ Tiểu Hoa Đán" cho những nữ diễn viên trẻ, những thế hệ sau được gọi là "Tân Tứ Tiểu Hoa Đán". Tuy nhiên do sự bầu chọn không đồng đều của các phương tiện truyền thông nên danh sách "Tứ Tiểu Hoa Đán" được đề ra nhưng không được ủng hộ như "Tứ Đại Hoa Đán" trước đó.

### Tứ Tiểu Hoa Đán do Tencent bầu chọn
Năm 2009, Tencent đã mở ra cuộc thi bầu chọn "Thế hệ sao ngôi mới của làng giải trí", bao gồm những nữ diễn viên sinh vào thập niên 80. Sau các kết quả đánh giá đã lựa chọn ra Huỳnh Thánh Y, Vương Lạc Đan, Dương Mịch và Lưu Diệc Phi . Những năm tiếp theo vẫn có các cuộc bầu chọn, điển hình như năm 2013.
| Tên           | Tuổi             | Phim nổi bật                                          |
| ------------- | ---------------- | ----------------------------------------------------- |
| Huỳnh Thánh Y | 11 tháng 2, 1983 | Tuyệt đỉnh Kungfu (2004), Thiên tiên phối (2007)      |
| Vương Lạc Đan | 30 tháng 1, 1984 | Phấn đấu (2007), Thanh xuân của tôi ai làm chủ (2009) |
| Dương Mịch    | 12 tháng 9, 1986 | Thần điêu đại hiệp (2006), Tiên kiếm kỳ hiệp 3 (2009) |
| Lưu Diệc Phi  | 25 tháng 8, 1987 | Thần điêu đại hiệp (2006), Vua Kung Fu (2008)         |

### Tử Tiểu Hoa Đán do Nam Đô bầu chọn
Tháng 1 năm 2013, sau 12 năm ra đời của "Tứ Tiểu Hoa Đán", Southern Metropolis Daily, Nam Đô phát động chiến dịch lựa chọn "Tứ Tiểu Hoa Đán". Sau hai vòng bầu chọn, Dương Mịch, Lưu Thi Thi, Nghê Ni và Angelababy nổi bật trong số 11 ứng viên (7 người khác là: Bạch Bách Hà, Vương Lạc Đan, Đồng Lệ Á, Diêu Địch, Đường Yên, Châu Đông Vũ, Trương Hâm Nghệ) .
| Tên         | Tuổi             | Phim nổi bật                                                   |
| ----------- | ---------------- | -------------------------------------------------------------- |
| Dương Mịch  | 12 tháng 9, 1986 | Cung tỏa tâm ngọc (2011), Họa bì 2 (2012)                      |
| Lưu Thi Thi | 10 tháng 3, 1987 | Bộ bộ kinh tâm (2011)                                          |
| Nghê Ni     | 8 tháng 8, 1988  | Kim Lăng thập tam thoa (2011)                                  |
| Angelababy  | 28 tháng 2, 1989 | Toàn cầu nhiệt luyến (2011), Thái Cực Quyền: Level Zero (2012) |

### Tân Tứ Tiểu Hoa Đán CCTV
Tháng 10 năm 2016, Chinese Film Report trên trang weibo chính thức của CCTV6 bình chọn "Tân Tứ Tiểu Hoa Đán" có diễn xuất khéo léo, đó là Triệu Lệ Dĩnh, Mã Tư Thuần, Châu Đông Vũ, Quan Hiểu Đồng .
| Tên            | Tuổi              | Phim nổi bật                                       | Lý do bình chọn                                                                    |
| -------------- | ----------------- | -------------------------------------------------- | ---------------------------------------------------------------------------------- |
| Quan Hiểu Đồng | 17 tháng 9, 1997  | Tai trái (2015), Người đàn ông tuyệt vời (2016)    | Không kể xuất thân và sự lôi cuốn, bỏ qua sự hào nhoáng tu luyện kỹ năng diễn xuất |
| Triệu Lệ Dĩnh  | 16 tháng 10, 1987 | Lục Trinh truyền kỳ (2013), Hoa Thiên Cốt (2015)   | 10 năm diễn xuất                                                                   |
| Châu Đông Vũ   | 31 tháng 1, 1992  | Bạn cùng lớp (2014), Thất Nguyệt và An Sinh (2016) | Biết nắm bắt cơ hội                                                                |
| Mã Tư Thuần    | 14 tháng 3, 1988  | Tai trái (2015), Thất Nguyệt và An Sinh (2016)     | Bé gái tinh khiết, Nhân vật đa dạng ổn định                                        |

### Tứ Tiểu Hoa Đán sau 90
Với sự xuất hiện của các diễn viên nữ sau 90 ở Trung Quốc đại lục, một số phương tiện truyền thông đặt hy vọng vào những ngôi sao tiềm năng này
Tháng 9 năm 2010, NetEase Entertainment bầu chọn "Tử Tiểu Hoa Đán 9x" sinh sau thập niên 90, cụ thể là Châu Đông Vũ, Từ Kiều, Dương Tử, Lâm Diệu Khả . Tuy nhiên, vì khả năng của họ quá yếu và thành tích của họ không đủ, tiêu chí lựa chọn của Netease và động lực được đặt rất nhiều dấu hỏi
Tháng 8 năm 2013, Tencent Entertainment ra mắt chiến dịch bầu chọn "Nữ diễn viên sau 90 được khán giả yêu thích ", với Trịnh Sảng, Dương Tử, Từ Kiều, Châu Đông Vũ là bốn cái tên tiêu biểu .
Tháng 8 năm 2016, Nam Đô tổ chức bình chọn Tứ Tiểu Hoa Đán sau 90. Họ là Trịnh Sảng, Châu Đông Vũ, Quan Hiểu Đồng, Dương Tử.
Tổng kết lại chỉ có Dương Tử và Châu Đông Vũ xuất hiện trong cả 3 lần bầu chọn. Bên cạnh đó là Từ Kiều xuất hiện 2 lần, Trịnh Sảng xuất hiện 2 lần, Lâm Diệu Khả xuất hiện 1 lần, Quan Hiểu Đồng xuất hiện 1 lần

### Tân Tứ Tiểu Hoa Đán sinh sau năm 1995 do CCTV bình chọn
| Tên                 | Tuổi             | Phim nổi bật                                                     |
| ------------------- | ---------------- | ---------------------------------------------------------------- |
| Văn Kỳ              | 10 tháng 8, 2003 | Gia niên hoa (2017), Huyết quan âm (2017)                        |
| Trương Tử Phong     | 27 tháng 6, 2001 | Đường Sơn đại địa chấn (2010), Mau Đưa Anh Tôi Đi Giùm Cái(2018) |
| Trương Tuyết Nghênh | 18 tháng 6, 1997 | Cẩu Thập Tam (2013)                                              |
| Quan Hiểu Đồng      | 17 tháng 9, 1997 | Người đàn ông tuyệt vời (2016)                                   |

## Thanh Y- Đại Thanh Y
Nữ diễn viên chuyên đóng phim truyền hình thể loại chính kịch, diễn xuất từ ổn trở lên, không cần quá nổi tiếng nhưng có độ phổ biến trong toàn dân (chứ không phải chỉ giới hạn ở một nhóm khán giả) thì được xếp vào phái thanh y. Nếu có thêm những tác phẩm chính kịch tiêu biểu chất lượng cao, đạt được các giải thưởng danh giá bên mảng truyền hình (Phi Thiên, Bạch Ngọc Lan…) cộng với diễn xuất đi sâu vào lòng người thì sẽ tiến thêm một bước trở thành đại thanh y. Một số Thanh y tiểu biểu: Diêu Thần, Tôn Lệ, Mã Y Lợi, Tiểu Tống Giai, Lưu Đào, Mã Tô, Trương Tịnh Sơ, Vương Lạc Đan, Đào Hồng, Vịnh Mai, Hải Thanh,...